# Яголки
Яголки́ (бел. Ягалкі) — деревня в Кобринском районе Брестской области Белоруссии. Входит в состав Хидринского сельсовета.
По данным на 1 января 2016 года население составило 1 человек в 1 домохозяйстве.

## География
Деревня расположена в 11 км к югу-западу от города и станции Кобрин и в 48 км к востоку от Бреста, у автодороги М12 Кобрин-Мокраны.

## История
Населённый пункт известен с 1559 года как имение С. Слибовского, а также Федки и Сидора Кисловичей. В разное время население составляло:
- 1999 год: 1 хозяйство, 1 человек;
- 2009 год: 3 человека;
- 2016 год[2]: 1 хозяйство, 1 человек;
- 2019 год[1]: 0 человек.